# Trachyspermum pimpinelloides
Trachyspermum pimpinelloides är en flockblommig växtart som först beskrevs av Isaac Bayley Balfour, och fick sitt nu gällande namn av H.Wolff. Trachyspermum pimpinelloides ingår i släktet ajowaner, och familjen flockblommiga växter. Inga underarter finns listade i Catalogue of Life.